# Concilio de Zaragoza (691)
El Concilio de Zaragoza fue un concilio celebrado en Zaragoza en el año 691. En él se hicieron cinco cánones, entre los cuales se renovó la prohibición de que se casaran las viudas de los reyes visigodos, ordenando que tomaran el hábito de religiosas y guardaran clausura en un monasterio el resto de su vida. La razón del Concilio fue la falta de respeto y aun los insultos a que se exponían, quedándose en el siglo. 